# Berchères-sur-Vesgre

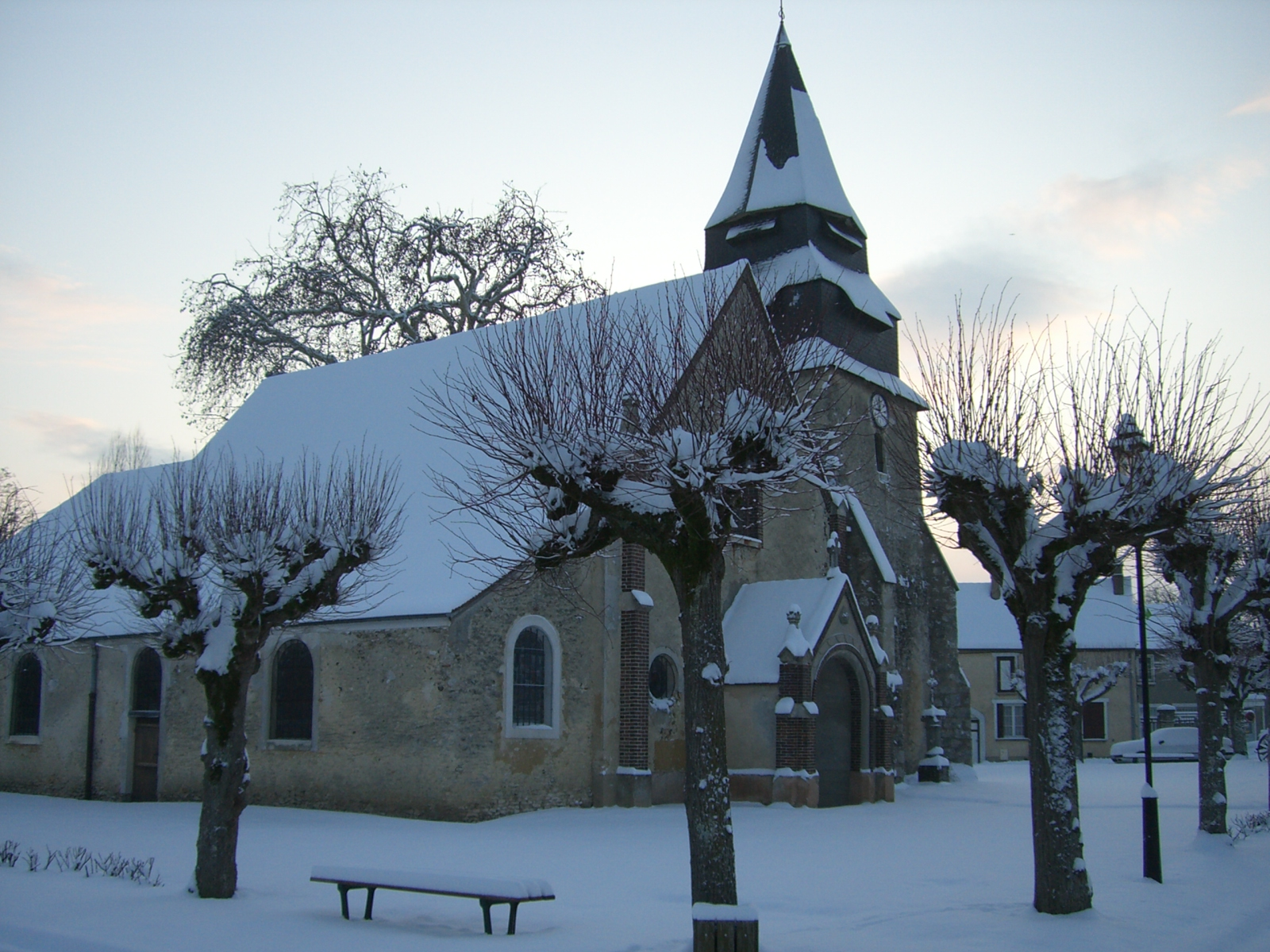
Kerk

Berchères-sur-Vesgre is een gemeente in het Franse departement Eure-et-Loir (regio Centre-Val de Loire) en telt 712 inwoners (1999). De plaats maakt deel uit van het arrondissement Dreux.

## Geografie
De oppervlakte van Berchères-sur-Vesgre bedraagt 12,0 km², de bevolkingsdichtheid is 59,3 inwoners per km².
De onderstaande kaart toont de ligging van Berchères-sur-Vesgre met de belangrijkste infrastructuur en aangrenzende gemeenten.

## Demografie
Onderstaande figuur toont het verloop van het inwonertal (bron: INSEE-tellingen).